# Flugplatz Anse-à-Galets

i7
i11
i13
Der Flugplatz Anse-à-Galets (französisch Aéroport Anse-à-Galets; Haitianisch-Kreolisch Ayewopò Ansagalèt, LID: HT-0002) liegt in Anse-à-Galets im Département Ouest auf der Insel Île de la Gonâve rund 55 km von der Hauptstadt Haitis, Port-au-Prince, entfernt in der Bucht Golfe de la Gonâve.

## Beschreibung
Der Flugplatz Anse-à-Galets liegt mit seiner 720 Meter langen Start- und Landebahn im Westen der Stadt. Die Sandpiste ist nicht eingefriedet und kann unkontrolliert gekreuzt werden.
Es bestehen kein regelmäßiger Linienverkehr. Der Flugplatz wird von Chartermaschinen sowie Kleinflugzeugen humanitärer und medizinischer Hilfsorganisationen genutzt.
Der Flugplatz verfügt über keinerlei zusätzliche Einrichtungen und besteht lediglich aus der unbefestigten Piste.